# Carl-Gustaf Rossby
Carl-Gustaf Arvid Rossby (ur. 28 grudnia 1898 w Sztokholmie, zm. 19 sierpnia 1957 tamże) był meteorologiem szwedzkim i amerykańskim. Pierwszy wyjaśnił ruch długich fal w atmosferze ziemskiej za pomocą metod mechaniki cieczy. Fale te noszą jego nazwisko.

## Życiorys
Meteorologią i oceanografią zainteresował się, pracując dla Vilhelma Bjerknesa na Uniwersytecie Sztokholmskim i na Uniwersytecie w Lipsku. W 1922 roku wrócił do Sztokholmu i zaczął pracować w Szwedzkim Instytucie Meteorologiczno-Hydrologicznym i uczestniczył jako meteorolog w wielu ekspedycjach oceanicznych. W 1926 roku przeniósł się do Stanów Zjednoczonych i zaczął pracować w Amerykańskim Biurze Pogodowym (ang. Weather Bureau) w Waszyngtonie. W 1928 założył pierwszy wydział meteorologii w Stanach Zjednoczonych w MIT (ang. Massachusetts Institute of Technology). Zajmował się wtedy termodynamiką atmosfery, turbulencją i oddziaływaniem pomiędzy atmosferą i oceanem.
W 1938 otrzymał obywatelstwo amerykańskie i został jednym z dyrektorów w Biurze Pogodowym. W 1940 został szefem wydziału meteorologii na Uniwersytecie w Chicago. Zajmował się wtedy teorią fal długich i opisem prądu strumieniowego.
Podczas II wojny światowej zorganizował kursy dla meteorologów wojskowych. Po wojnie zajął się metodami prognozy pogody za pomocą komputerów. W 1947 został jednym z dyrektorów Instytutu Meteorologii w Uniwersytecie w Sztokholmie.
Od 1954 do śmierci w 1958 rozwijał chemię atmosfery.
Amerykańskie Towarzystwo Meteorologiczne przydziela rokrocznie medal imienia Carla-Gustafa Rossby’ego. Jest to najwyższe wyróżnienie meteorologiczne.
Wielkości i zjawiska nazwane na jego cześć:
- gwizdek Rossby’ego
- liczba Rossby’ego
- fale Rossby’ego
- promień deformacji Rossby’ego